# Карась
Кара́сь (Carassius) — рід риб родини коропових (Cyprinidae).
Спинний плавець довгий. Тіло високе з товстою спиною, помірно сти́снене з боків. Луски великі й гладенькі на дотик. Забарвлення відрізняється залежно від місця проживання. Карась золотий може досягати довжини тіла понад 50 см і маси понад 3 кг, карась сріблястий — довжини 40 см і маси до 2 кг. Статевої зрілості карась досягає на 3–4-му році. Нерест відбувається навесні, ікру (до 300 тис.) риба відкладає на рослинність. У місцях з суворим кліматом карась впадає у зимову сплячку, при цьому витримує повне промерзання водойми до дна. Харчуються карасі рослинністю, дрібними безхребетними, зоопланктоном, зообентосом і детритом. Мешкають лише в болотистих і долішніх озерах та річках. У гірських озерах і взагалі в гірських місцевостях карась трапляється рідко. Карась — дуже живуча риба, тому дрібного карасика часто використовують як живця для ловлі щуки. Карасі — промислові риби та об'єкт ставкового господарства.

## Характеристика

Подібні й відмінні ознаки карася сріблястого і звичайного (золотого)

- Луска золотого карася завжди має жовтий відтінок, від мідно-червоного до бронзового або золотистого, срібний карась часто має сріблисто-сірий або зеленувато-сірий колір, хоча зустрічаються екземпляри і жовтого кольору;
- У золотого карася 33 і більше лусок на бічній лінії. Луска срібного карася більша, на бічній лінії менше 31 лусок;
- Збоку голова золотого карася завжди має округлий вигляд, тоді як у срібного карася вона часто буває загостреною;
- Молодь золотого карася має темну пляму на тілі перед хвостовими плавниками. З віком це пляма зникає. У срібного карася такої плями не буває.

## Види
- Карась китайський / Золота рибка Carassius auratus
Одомашнений вид карася, в дикому стані існував в Китаї. Відомий об'єкт акваріумістики. Існує багато порід: телескоп, шубункін, комета, левоголовка та інші.
- Карась звичайний / Карась золотий Carassius carassius
Поширений від Середньої Європи до басейну річки Лени. В Україні включений до Червоної книги[1].
- Карась сріблястий Carassius gibelio
Раніше вважався дикою формою карася китайського, як підвид Carassius auratus gibelio. Спочатку жив у басейні Тихого океану, в річках Сибіру і в низах річок Аральського моря, проте розмножився у багатьох водоймах Європи та Сибіру. В Європі вважається видом-вселенцем.
- Карась японський / Карась білий Carassius cuvieri

Зовні золотий і срібний карасі схожі. У деяких водоймах спільно мешкають обидва види. При цьому відбувається поступове витіснення золотого карася срібним. Зрідка трапляються гібриди срібного та золотого карасів.